# Свазиленд на летних Олимпийских играх 2016
Королевство Свазиленд на летних Олимпийских играх 2016 года будет представлено двумя спортсменами в лёгкой атлетике. Свазиленд, вместе ещё с 8 странами, будет иметь одну из самых малочисленных делегаций на Играх. Меньше спортсменов будет только у сборной Тувалу, которая будет представлена 1 атлетом.

## Состав сборной
Лёгкая атлетика
1. Сибусисо Матсенджва
2. Фумлиле Ндзиниса

## Результаты соревнований

### Лёгкая атлетика
Мужчины
Беговые дисциплины
| Дисциплина        | Спортсмен           | Предварительный раунд | Предварительный раунд | Предварительный раунд | Четвертьфиналы | Четвертьфиналы | Четвертьфиналы | Полуфиналы | Полуфиналы | Полуфиналы | Финал | Финал |
| Дисциплина        | Спортсмен           | Забег                 | Время                 | Место                 | Забег          | Время          | Место          | Забег      | Время      | Место      | Время | Место |
| ----------------- | ------------------- | --------------------- | --------------------- | --------------------- | -------------- | -------------- | -------------- | ---------- | ---------- | ---------- | ----- | ----- |
| бег на 200 метров | Сибусисо Матсенджва |                       |                       |                       |                |                |                |            |            |            |       |       |

Женщины
Беговые дисциплины
| Дисциплина        | Спортсмен        | Предварительный раунд | Предварительный раунд | Предварительный раунд | Четвертьфиналы | Четвертьфиналы | Четвертьфиналы | Полуфиналы | Полуфиналы | Полуфиналы | Финал | Финал |
| Дисциплина        | Спортсмен        | Забег                 | Время                 | Место                 | Забег          | Время          | Место          | Забег      | Время      | Место      | Время | Место |
| ----------------- | ---------------- | --------------------- | --------------------- | --------------------- | -------------- | -------------- | -------------- | ---------- | ---------- | ---------- | ----- | ----- |
| бег на 100 метров | Фумлиле Ндзиниса |                       |                       |                       |                |                |                |            |            |            |       |       |